# Приперт
Приперт (нем. Priepert) — община в Германии, в земле Мекленбург-Передняя Померания.
Входит в состав района Мекленбург-Штрелиц. Подчиняется управлению Мекленбургише Клайнзеенплатте.  Население составляет 331 человек (на 31 декабря 2010 года). Занимает площадь 22,56 км².